# Bijelo dugme
A Bijelo dugme (magyarul: Fehér gomb) egy jugoszláv rockegyüttes, amely Szarajevóban alakult 1974-ben. Alapító tagja Goran Bregović, aki többnyire dalszerzőként dolgozott. Legismertebb dalainak szövegét Duško Trifunović, Vlado Dijak és Arsen Dedić szerezték. Fennállásuk első hat évében rockzenét játszottak, majd 1980-tól egyre inkább a New Wave irányába terelődtek. Énekesük, Željko Bebek 1984. április 23-án kilépett az együttesből, hogy szólókarrierjére koncentrálhasson, helyére Mladen Vojičić, becenevén "Tifa" érkezett. A zenekar 1989-ben feloszlott, de több búcsúkoncertet is adott.

## Tagok
- Željko Bebek – ének, basszusgitár (1974–1984)
- Goran Bregović – gitár (1974–1989)
- Alen Islamović – ének (1986–1989)
- Goran "Ipe" Ivandić – dob (1974–1976, 1977–1978, 1982–1989)
- Dragan "Điđi" Jankelić – dob (1978–1982)
- Sanin Karić – basszusgitár (1977)
- Vlado Pravdić – billentyűs hangszerek (1974–1976, 1978–1987)
- Ljubiša Racić – basszusgitár (1975–1977)
- Zoran Redžić – basszusgitár (1974–1975, 1977–1989)
- Laza Ristovski – billentyűs hangszerek (1976–1978, 1985–1989)
- Mladen "Tifa" Vojičić – vokál (1984–1985)
- Milić Vukašinović – dob (1976)

## Albumaik

### Stúdióalbumok
- Kad bi’ bio bijelo dugme (1974)
- Šta bi dao da si na mom mjestu (1975)
- Eto! Baš hoću! (1976)
- Bitanga i princeza (1979)
- Doživjeti stotu (1980)
- Uspavanka za Radmilu M. (1983)
- Bijelo dugme (album) (Kosovka djevojka) (1984)
- Pljuni i zapjevaj moja Jugoslavijo (1986)
- Ćiribiribela (1988)

### Koncertfelvételek
- Koncert kod Hajdučke česme (1977)
- 5. april ’81 (1981)
- Mramor, kamen i Željezo (1987)
- Turneja 2005 – Sarajevo, Zagreb, Beograd (2005)